# Kolk (Spandau)

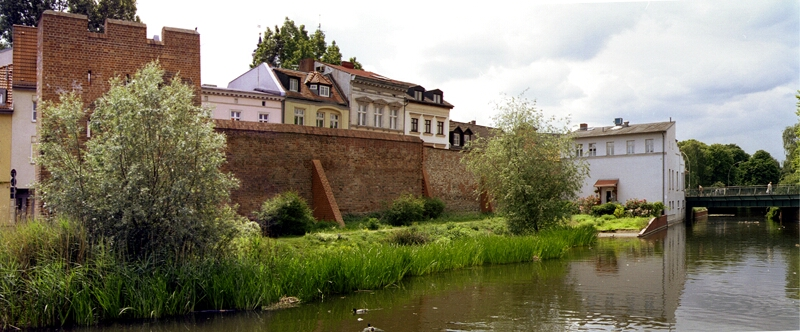
Alte Stadtmauer am Kolk mit Mühlengraben

Der Kolk ist das älteste Siedlungsgebiet und eine Ortslage im Berliner Ortsteil Spandau, nahe der im Ortsteil Haselhorst gelegenen Zitadelle. Der Kolk grenzt unmittelbar an die Altstadt Spandau.

## Bezeichnung

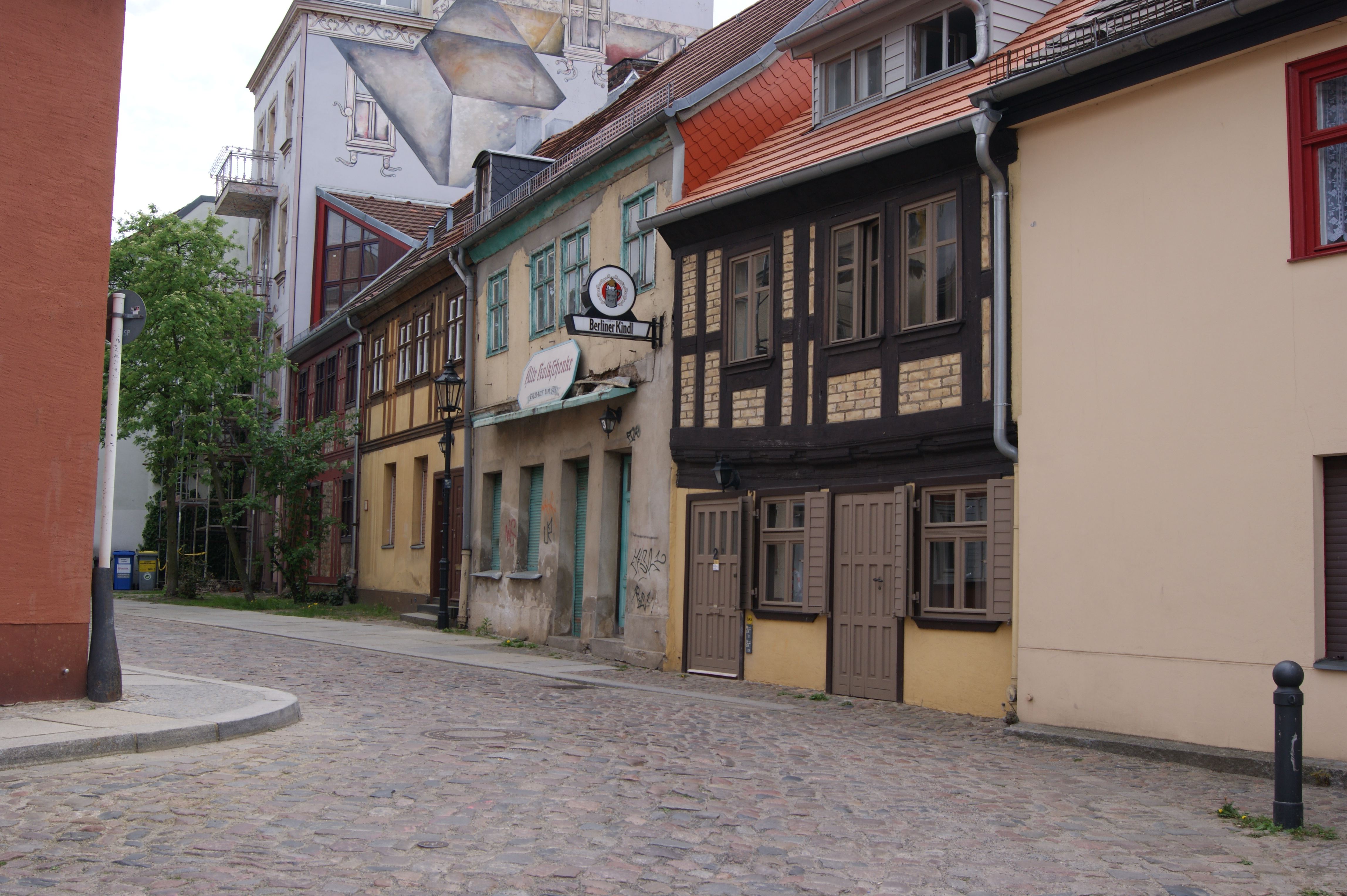
Straße Kolk

Heute wird das Gebiet Behnitz (früher auch Bähnitz) und Kolk (Niederdeutsch für ‚wassergefüllte Vertiefung‘) genannt. Kolk heißt darüber hinaus eine Straße innerhalb dieses Gebietes (neben Möllentordamm, Hoher Steinweg und Behnitz). Trotzdem hat sich die Bezeichnung ‚Kolk‘ im Volksmund durchgesetzt.
Die Straße Kolk liegt auf der früheren Insel Behnitz, einem der ältesten Siedlungsgebiete des Bezirks Spandau. Im Kolk liegen eine Reihe bemerkenswerter alter Häuser, beispielsweise eine um 1750 erbaute Gaststätte, die seit 1945 den Namen Alte Kolkschenke trägt.

## Geschichte

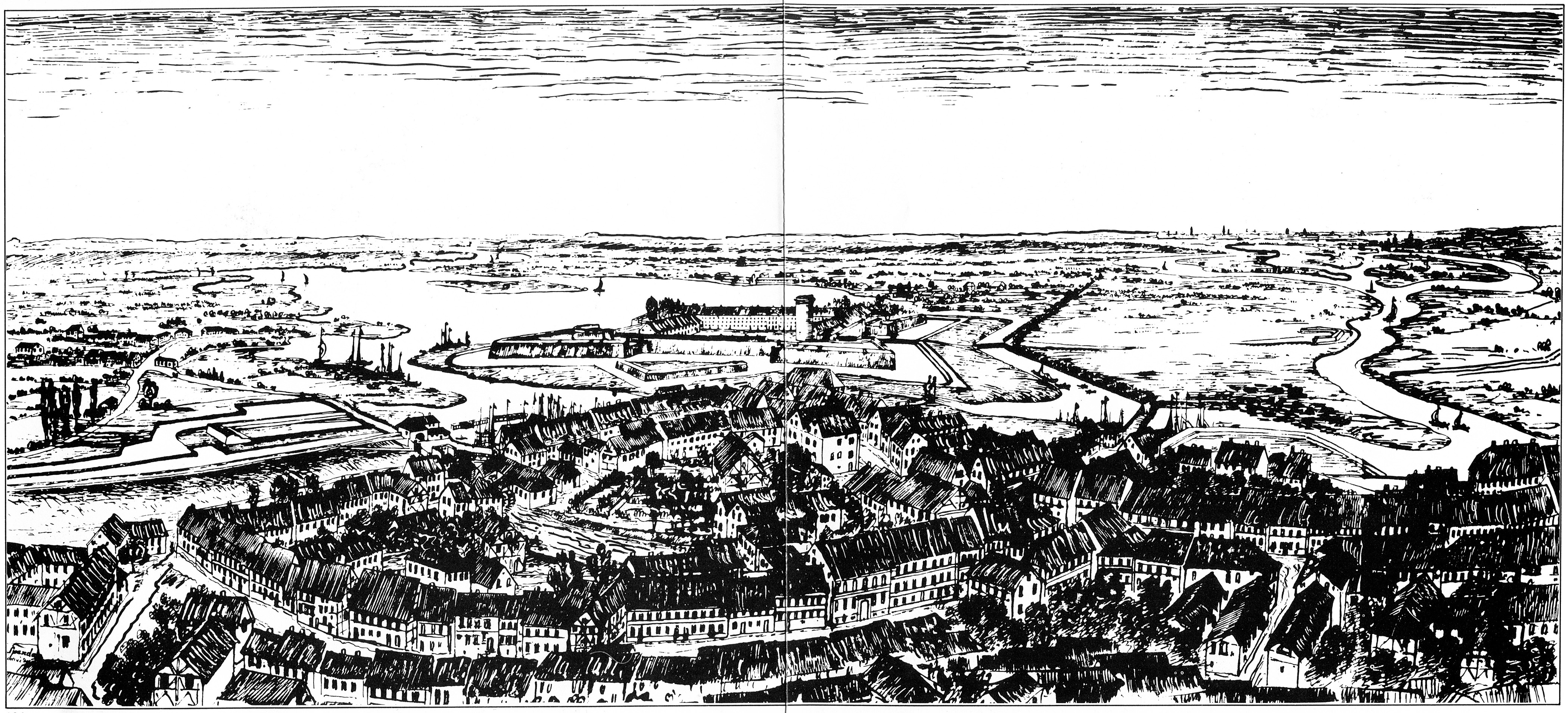
Blick auf den Behnitz,
Zeichnung aus dem Jahr 1806

Die Altstadt Spandau und den Kolk trennte bis 1912 ein Wasserarm, der sogenannte „Deutsche Rhein“. Dann wurde er zugeschüttet und die Straße Am Juliusturm angelegt. Bis 1875 bestand an der Nordseite (dem heutigen Möllentordamm) die Landgemeinde Damm, die wie die Stadt Spandau zum Kreis Osthavelland gehörte. Die Bewohner lebten überwiegend vom Fischfang und hatten nach einer vom Kurfürst Joachim I. ausgestellten Urkunde das Recht, den freien Fischfang auszuüben. Diese Fischereigerechtigkeit ist auch heute noch als Recht im Grundbuch der jeweiligen Grundstücke eingetragen. Im Jahr 1858 hatte Damm 120 Einwohner und im Jahr 1871 210 Einwohner.
Am 1. Oktober 1875 wurde Damm in die Stadt Spandau eingemeindet.

## Sehenswertes
- Bekannt ist die 1847–1848 erbaute römisch-katholische Kirche St. Marien am Behnitz, nach der Hedwigskathedrale die zweitälteste erhaltene katholische Kirche in Berlin seit der Reformation.
- Anfang des 14. Jahrhunderts wurde Spandau mit einer Stadtmauer umgeben, in die der Kolk eingebunden war. Die Stadtmauer weist auch den Rest eines Wiekhauses auf.
- Das Haus Kolk 5 wurde 1974 von den Architekten Peter Heinrichs und Joachim Wermund rekonstruiert. Die außergewöhnliche Fachwerkfassade aus dem frühen 18. Jahrhundert wurde liebevoll rekonstruiert und mit einer zeitgenössischen Dachgaube versehen.[5]